# Męczennicy królowej Marii
Męczennicy królowej Marii − grupa około 300 protestantów straconych za wiarę (głównie spalonych żywcem na stosie) w okresie rekatolicyzacji Królestwa Anglii za panowania królowej Marii I Tudor.

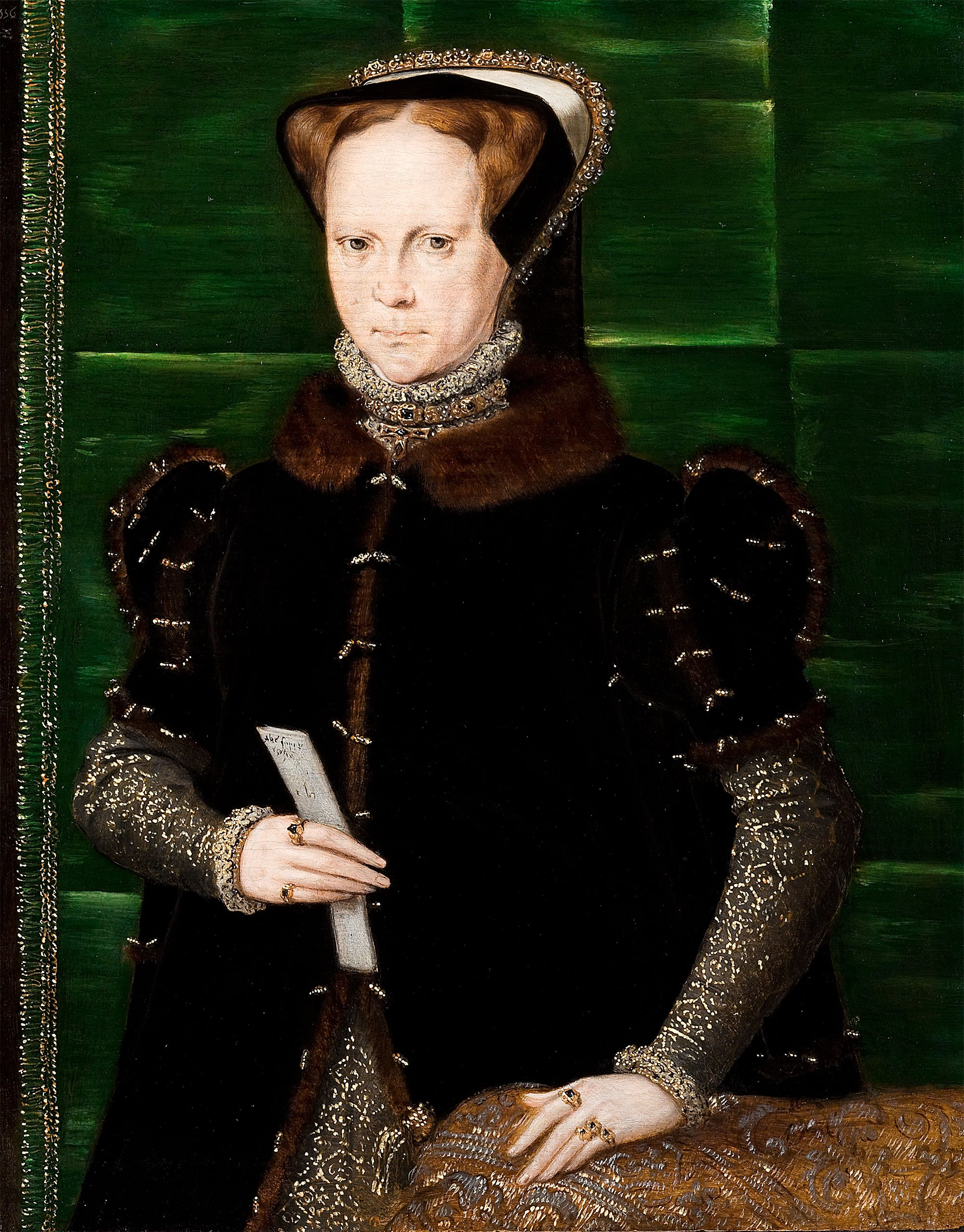
Królowa Maria I zwana „Krwawą”

## Tło historyczne
Po wstąpieniu na tron królowej Marii I Tudor nastąpił proces rekatolicyzacji kraju. W październiku 1553 roku parlament angielski unieważnił reformy religijne króla Edwarda VI, a protestantom obcokrajowcom polecono opuścić kraj (jednym z nich był Jan Łaski).
Zakazano prywatnych zgromadzeń religijnych kwestionujących doktryny katolickie, a na mocy królewskiego rozporządzenia z 4 marca 1554 roku, wyznawanie protestantyzmu oraz publikowanie i czytanie ksiąg protestanckich stało się niezgodne z prawem. W styczniu 1555 roku przywrócono dawne ustawy przeciwko herezjom wobec religii rzymskokatolickiej.
Następnie para królewska rozesłała listy do sędziów we wszystkich hrabstwach w Anglii, w których polecono sędziom notować kto jest nieobecny na mszy, dowiadywać się gdzie odbywają się tajne zgromadzenia religijne oraz kto rozgłasza nauki protestanckie i wyraża się źle o religii katolickiej, by następnie osoby te karać. Angielscy protestanci mieli do wyboru: wygnanie, powrót do religii katolickiej bądź męczeńską śmierć. Wielu protestantów uciekło z kraju znajdując schronienie we Francji i w innych krajach, jednak część z tych, którzy pozostali w kraju i trwali w swoich przekonaniach poniosło śmierć na stosie. W imieniu królowej spalono jako heretyków 273 protestantów, a około 30 kolejnych zmarło w więzieniu. Większość z nich to mężczyźni (stracono tylko 56 kobiet), z których tylko część to duchowni, reszta to przede wszystkim prości ludzie, którzy nauczyli się czytać Biblię i trwali w swoich przekonaniach. W co najmniej jednym wypadku spalono na stosie całą rodzinę (małżeństwo z ich córką).

## Procesy sądowe
Osoba uznana winną herezji przeciwko wierze katolickiej była najpierw ekskomunikowana, a następnie przekazywana władzy świeckiej w celu wykonania egzekucji. Oficjalne sprawozdania z procesów są krótkie i zawierają niewiele ponad zapisy przedstawionych oskarżeń i wydanych wyroków. Prześladowania religijne za królowej Marii znane są jednak przede wszystkim z opisów sporządzonych przez naocznych świadków i osoby oskarżone o herezję. Relacje te to literatura stworzona i rozprowadzana wśród sympatyków protestantyzmu w celu umocnienia oporu wobec wprowadzonych przez królową ustaw religijnych. Autorzy tych relacji opisują swoje aresztowanie i przebieg śledztwa oraz tortury jakim byli poddawani. John Foxe, który uciekł z kraju przed prześladowaniami religijnymi królowej Marii, zebrał część tych relacji i włączył do swojego najsławniejszego dzieła – księgi męczenników Acts and Monuments.

## Lista męczenników

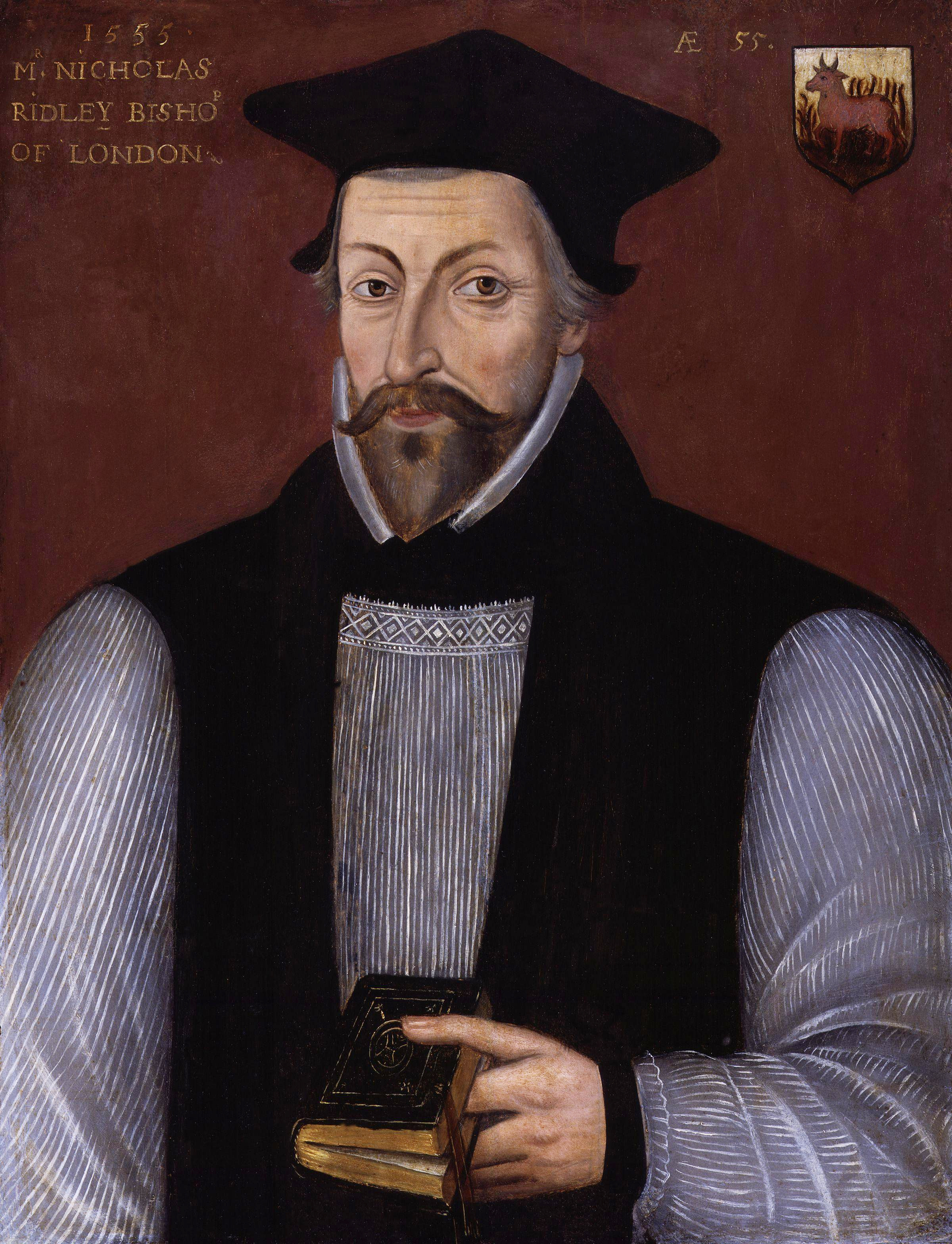
bp Nicholas Ridley

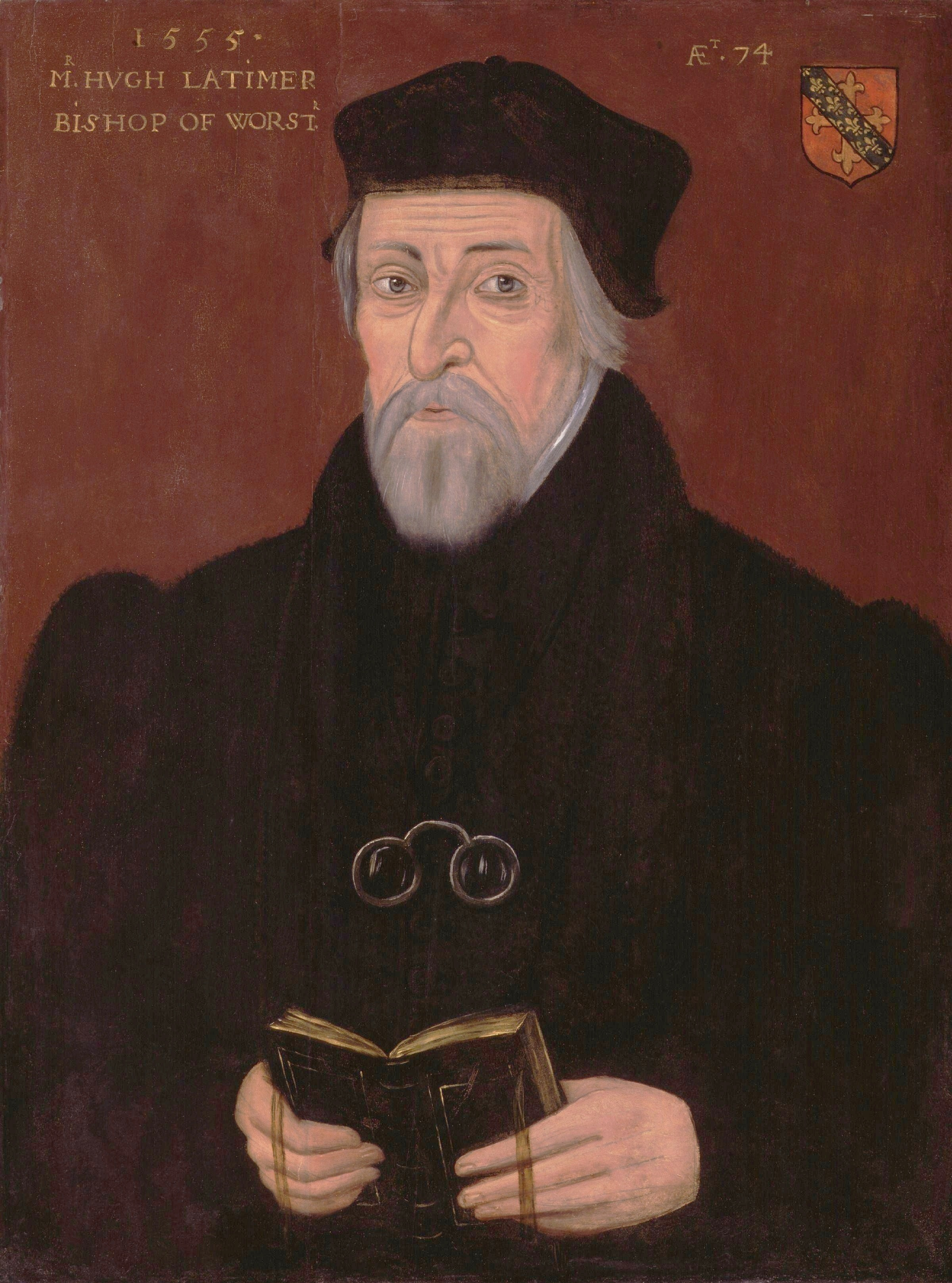
bp Hugh Latimer

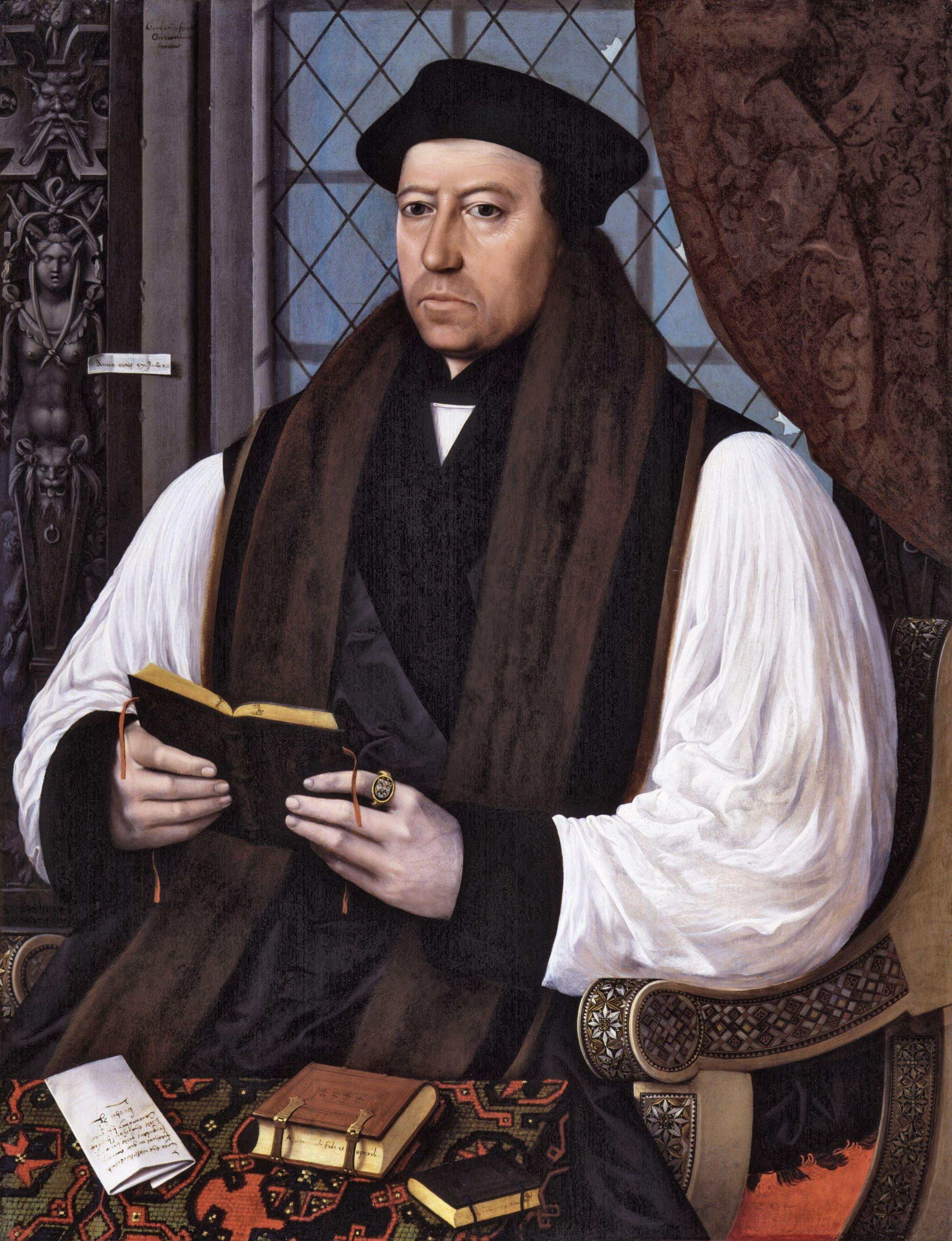
Thomas Cranmer – arcybiskup Canterbury

### Czterech pierwszych męczenników
- John Rogers – pierwszy męczennik królowej Marii, duchowny anglikański, wydawca i komentator Słowa Bożego wykładający w katedrze św. Pawła – spalony na stosie 4 lutego 1555 r.[7]
- Lawrence Saunders – kaznodzieja, proboszcz londyńskiego kościoła All Hallows – spalony na stosie w Coventry 8 lutego 1555 r.[8]
- John Hooper – biskup Gloucester i Worcester za króla Edwarda – spalony na stosie w Gloucester 9 lutego 1555 r.[8]
- Rowland Taylor – proboszcz parafii Hadleigh w Suffolk – spalony na stosie w Aldham Common 9 lutego 1555 r.[8]

Poniżej wyliczeni są ci męczennicy, których kaźń John Foxe opisał w swoim dziele "Acts and Monuments".

### Szerzej znani męczennicy

#### Męczennicy roku 1555
- William Hunter – spalony na stosie 27 marca w Brentwood
- Robert Ferrar – spalony na stosie 30 marca w Carmarthen
- Rawlins White – spalony na stosie w Cardiff
- George Marsh – spalony na stosie 24 kwietnia w Chester
- John Schofield – spalony na stosie 24 kwietnia w Chester
- William Flower – spalony na stosie 24 kwietnia w Westminster
- John Cardmaker  – spalony na stosie 30 maja w Smithfield
- John Warne  – spalony na stosie 30 maja w Smithfield
- John Simpson – spalony na stosie 30 maja w Rochford
- John Ardeley, spalony na stosie 30 maja w Rayleigh
- Dirick Carver z Brighton – spalony na stosie 6 czerwca w Lewes
- Thomas Harland z Woodmancote – spalony na stosie 6 czerwca w Lewes
- John Oswald z Woodmancote – spalony na stosie 6 czerwca w Lewes
- Thomas Avington z Ardingly – spalony na stosie 6 czerwca w Lewes
- Thomas Reed z Ardingly – spalony na stosie 6 czerwca w Lewes
- Thomas Haukes – spalony na stosie 6 czerwca w Lewes
- Thomas Watts
- Nicholas Chamberlain – spalony na stosie 14 czerwca w Colchesterze
- Thomas Ormond – spalony na stosie 15 czerwca w  Manningtree, pochowany na St. Micheals & All Angels Marble w 1748
- William Bamford – spalony na stosie 15 czerwca w Harwich
- Robert Samuel – spalony na stosie 31 sierpnia w Ipswich
- John Newman – spalony na stosie 31 sierpnia w Saffron Walden
- James Abbes – szewc ze Stoke-by-Nayland – spalony na stosie w sierpniu 1555 r. w Bury St Edmunds
- William Allen (męczennik) – robotnik z Somerton – spalony na stosie we wrześniu 1555 r. w Walsingham
- Robert Glover – spalony na stosie 20 września w Coventry
- Cornelius Bongey (lub Bungey) – spalony na stosie 20 września w Coventry
- bp Nicholas Ridley – spalony na stosie 16 października koło Balliol College, w Oksfordzie
- bp Hugh Latimer – spalony na stosie 16 października koło Balliol College, w Oksfordzie
- John Philpot – spalony na stosie

#### Męczennicy roku 1556
- Agnes Potten – spalona na stosie 19 lutego w Ipswich, Cornhill
- Joan Trunchfield – spalona na stosie 19 lutego w Ipswich, Cornhill
- abp Thomas Cranmer – spalony na stosie 21 marca, koło Balliol College w Oksfordzie
- Thomas Hood z Lewes – spalony na stosie ok. 20 czerwca w Lewes
- Thomas Miles z Hellingly – spalony na stosie ok. 20 czerwca w Lewes
- John Tudson z Ipswich – spalony na stosie w Londynie
- Thomas Spicer z Beccles – spalony na stosie 21 maja w Beccles
- John Deny z Beccles – spalony na stosie 21 maja w Beccles
- Edmund Poole z Beccles – spalony na stosie 21 maja w Beccles
- Joan Waste – spalona na stosie 1 sierpnia w Derby

#### Męczennicy roku 1557
- William Morant – spalony na stosie pod koniec maja w St. George’s Field, Southwark[9]
- Stephen Gratwick – spalony na stosie pod koniec maja w St. George’s Field, Southwark[9]
- (imię nieznane) King – spalony na stosie pod koniec maja w St. George’s Field, Southwark[9]
- Richard Sharpe – spalony na stosie 7 maja w Cotham, Bristol
- William i Katherine Allin z Frittenden oraz pięć innych osób – spaleni na stosie 18 czerwca w Maidstone
- Richard Woodman z Warbleton – spalony na stosie 22 czerwca w Lewes
- George Stevens z Warbleton – spalony na stosie 22 czerwca w Lewes
- Alexander Hosman z Mayfield – spalony na stosie 22 czerwca w Lewes
- William Mainard z Mayfield – spalony na stosie 22 czerwca w Lewes
- Thomasina Wood z Mayfield – spalona na stosie 22 czerwca w Lewes
- Margery Morris z Heathfield – spalona na stosie 22 czerwca w Lewes
- James Morris, syn Margery Morris, z Heathfield – spalony na stosie 22 czerwca w Lewes
- Denis Burges z Buxted – spalony na stosie 22 czerwca w Lewes
- Ann Ashton z Rotherfield – spalona na stosie 22 czerwca w Lewes
- Mary Groves z Lewes – spalona na stosie 22 czerwca w Lewes
- John Noyes z Laxfield, Suffolk – spalony na stosie 22 września
- Joyce Lewis z Mancetter – spalona na stosie 18 grudnia w Lichfield[10]

#### Męczennicy roku 1558
- Roger Holland i siedem innych osób – spaleni na stosie w Smithfield
- William Pikes lub Pickesse z Ipswich i pięć innych osób – spaleni na stosie 14 lipca w Brentford
- Alexander Gooch z Melton – spalony na stosie 4 listopada w Ipswich, Cornhill
- Alice Driver z Grundisburgh – spalona na stosie 4 listopada w Ipswich, Cornhill
- P Humphrey – spalony na stosie w listopadzie w Bury St Edmunds
- J. David – spalony na stosie w listopadzie w Bury St Edmunds
- H. David – spalony na stosie w listopadzie w Bury St Edmunds
- tzw. męczennicy z Colchester – 10 osób spalonych na stosie 2 sierpnia w Colchesterze

## Pamięć o męczennikach
Dla upamiętnienia męczenników postawiono kilka tablic pamiątkowych blisko miejsc ich kaźni. W Oksfordzie postawiono na ich cześć pomnik w stylu gotyckim. W literaturze angielskiej męczennicy ci znani są jako "męczennicy królowej Marii" (ang. Marian Martyrs).

## Męczennicy w kulturze masowej
Kaźń męczenników przedstawiona jest w pierwszych minutach filmu biograficzno-historycznego Elizabeth (ang. Elizabeth, 1997), w reżyserii Shekhara Kapura.